# Scatophila unicornis
Scatophila unicornis är en tvåvingeart som beskrevs av Leander Czerny 1900. Scatophila unicornis ingår i släktet Scatophila och familjen vattenflugor. Inga underarter finns listade i Catalogue of Life.